# Mario Salaverria

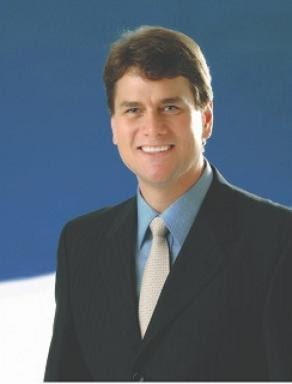
Mario Salaverria como Ministro de Agricultura y Ganadería, período 2004-2008

Mario Salaverria nació el 9 de octubre de 1960 en Sonsonate, El Salvador. Es un empresario salvadoreño, presidente de la Asociación Azucarera. También fue Ministro de Agricultura en los años 2004 a 2009 en el gobierno de Elías Antonio Saca.

## Nacimiento e infancia
Su padre es Nazario Salaverria que fue diputado en la Asamblea Legislativa de la República de El Salvador por el partido ARENA.

## Comienzos
A los 18 años entró a la Universidad de las Américas de Puebla, México. Estudió dos licenciaturas: una en Comercio Internacional y otra en Ciencias Políticas y Diplomacia

## Ocupación
Ahora como empresario, trabaja en el sector privado como presidente de la Asociación Azucarera. También ha sido director de la Bolsa de Productos Agropecuarios (Bolproes), asesor de la Asociación Nacional de la Empresa Privada (ANEP) y presidente de la Federación Centroamericana de Cámaras Agropecuarias (Fecagro).
Salaverría es, además, productor de café, aves y especies forestales y ornamentales
En el 2012 fue precandidato a la Vicepresidencia de la República por el partido ARENA para las elecciones de 2014 con el abogado René Portillo Cuadra. El segundo mencionado se quedó con la candidatura que posteriormente iba a perder acompañando a Norman Quijano en una cerrada segunda vuelta.
Para la Elección presidencial de El Salvador de 2019, Carlos Calleja candidato Presidencial por ARENA le ofrece la Vicepresidencia en conjunto con el Partido de Concertación Nacional y Partido Demócrata Cristiano (El Salvador). El declina la oferta para seguir al frente del sector azucarero. 
- Datos: Q20994917